# Érasme Quellin l'Ancien
Érasme Quellin l'Ancien (ou Erasmus Quellinus I) est un sculpteur flamand né en 1584 et mort le 22 janvier 1640. Né à Saint-Trond, Principauté de Liège, il s'installe à Anvers.  Il est le père du peintre Érasme Quellin le Jeune (1607-1678) et du sculpteur Artus Quellin (1609-1668) qu'il a tous deux formés à la sculpture et la peinture.

## Biographie
Érasme Quellin l'Ancien est un célèbre sculpteur, principalement actif à Anvers, qui fonda une véritable famille d'artistes en enseignant son savoir à ses fils, le peintre Érasme Quellin le Jeune et le sculpteur Artus Quellin. Son apprentissage effectué, il verra ses deux fils quitter sa ville natale Anvers pour rejoindre plus tard l'une des plus prospères cités de l'époque : Amsterdam.

## Œuvres
S'il a enseigné son savoir artistique à ses deux fils, son œuvre n'est pas très connue puisque seules quelques-unes de ses œuvres ont survécu. Il est surtout connu comme un sculpteur qui s'est inspiré de l'Antiquité. Il a travaillé dans le style de la fin de la Renaissance, bien que son œuvre ultérieure montre une évolution vers le début du Baroque.
La plupart de ses commandes consistait en la rénovation et le remplacement de mobilier d'église qui avait été détruit lors des troubles iconoclastes du XVIe siècle. Outre les travaux de décoration, il est connu pour avoir réalisé des statues individuelles, dont aucune n'a survécu.